# Synodontis albolineatus
Synodontis albolineatus hay mustard squeaker trong tiếng Anh là một loài cá da trơn thuộc họ Mochokidae có nguồn gốc từ Gabon và Cameroon, nơi nó xuất hiện là ở sông Ntem và sông Ivindo. Nó được mô tả lần đầu tiên bởi nhà động vật học người Pháp Jacques Pellegrin vào năm 1924, dựa trên việc quan sát một mẫu vật được phát hiện và thu thập ở sông Djoua ở Madjingo, Gabon. Mẫu vật này hiện tại đang nằm trong bảo tàng Musee National d 'Histoire Naturelle de Paris tại Paris, Pháp. Tên của loài "albolineatus" là từ tiếng Latin "albus" có nghĩa là "trắng" và từ Latin "linea" có nghĩa là "dòng", tức là cái tên đề cập đến cái sọc giữa màu trắng của loài cá này.
Cơ thể của cá có màu nâu sậm đến đen, các chấm màu cẩm thạch hoặc đốm màu nâu ngọc lam và các đốm nhỏ hơn trên đầu. Dọc theo chiều dài của chúng là một cái sọc màu trắng, dày, đi theo chiều ngang và chỉ có ở con trưởng thành. Vây của chúng có những đốm nâu, vây lưng thì bao gồm một tia cứng và bảy tia mềm.
Giống như các thành viên khác của chi, loài cá này có xương nhọn gắn vào phần "nắp" đầu cứng trên đầu và vươn rộng ra ngoài khi mở mang. Do cái xương nhọn này nên khi chúng vướng phải bao nilon hay lưới đánh cá thì sẽ rất khó để di chuyển. Tia đầu tiên của vây lưng và vây ngực thì cứng và có răng cưa. Vây đuôi tách ra làm hai hướng. Ngoài ra, răng của nó thì có hình nón ở hàm trên
, ở hàm dưới thì răng có hình chữ S và có thể di chuyển được
. Chúng có ba cặp râu, một cặp ở hàm trên, hai cặp còn lại thì ở hàm dưới và chúng phân nhánh.
Loài này có thể phát triển đến kích thước là 10 cm (3,9 in) nhưng trường hợp loài này đạt đến 17,2 cm (6,8 in) khi ở trong tự nhiên thì đã được ghi nhận.
Trong tự nhiên, loài này chỉ được tìm thấy ở bốn địa điểm trên sông Ntem và Ivindo.